# Benjamin Noirot
Pour les articles homonymes, voir Noirot.

a Compétitions nationales et continentales officielles uniquement.

b Matchs officiels uniquement.
Benjamin Noirot, né le 17 décembre 1980 à Chenôve, est un joueur français de rugby à XV, qui évolue au poste de talonneur. Il compte une sélection en équipe de France.

## Biographie
Né à Chenôve, Benjamin Noirot fait ses débuts dans le club du RC Dijon dès l'âge de 6 ans, avant de rejoindre le Stade dijonnais à 14 ans.
À 18 ans, il rejoint l'US Dax son premier contrat professionnel, après une journée de détection concluante avec l'entraîneur dacquois Jean-Louis Luneau, originaire de Bourgogne comme Noirot. Après cinq saisons jouées à Dax, il évolue ensuite au Biarritz olympique avec qui il ajoute à son palmarès le titre de champion de France en 2006,.
En juin 2008, il est invité avec les Barbarians français pour jouer un match contre le Canada à Victoria. Les Baa-Baas l'emportent 17 à 7.
Il rejoint ensuite le Racing Métro 92 en 2009,,. Le 13 novembre 2010, Noirot connaît sa première cape internationale avec l'équipe de France, disputant le match de la tournée d'automne contre les Fidji en tant que remplaçant.
Depuis 2010, Noirat s'adonne à la peinture, l'une de ses passions,.
Il signe un contrat de deux saisons avec le RC Toulon en 2013,,. Il réalise la première année le doublé championnat-Coupe d'Europe. Au bout d'une saison, Noirot rejoint l'un de ses anciens clubs, le Biarritz olympique, pour une saison plus une optionnelle.
Malgré son annonce de retraite sportive à l'issue de la saison 2015-2016, il signe en division amateur avec l'AS Fleurance pour la saison suivante en tant que joueur-entraîneur, où il termine sa carrière de joueur.
Il prépare à partir de la saison 2017-2018 son diplôme d'État d'entraîneur à Toulouse, prenant en parallèle en charge l'équipe réserve des cadets du SU Agen. Il devient la saison suivante entraîneur et manager sportif de l'AS Mâcon. Destitué de la fonction de manager au début de sa deuxième saison, il quitte le club dès le mois d'octobre.
En juin 2020, il fait son retour auprès de son club formateur, le Stade dijonnais, en tant qu'intervenant dans le secteur de la conquête auprès des catégories espoir, junior et cadet. Au mois d'octobre, il devient manager de l'équipe première, en remplacement de Renaud Gourdon dont la mission a été stoppée par le club après une mauvaise entame de saison. Après deux saisons, Noirot choisit de ne pas aller au terme de sa mission et met fin à son contrat à l'amiable avec le club dijonnais.

## Palmarès

### En club
- Championnat de France :
  - Champion (2) : 2006 avec le Biarritz olympique et 2014 avec le RC Toulon.
- Coupe d'Europe :
  - Vainqueur (1) : 2014 avec le RC Toulon.
  - Finaliste (1) : 2006 avec le Biarritz olympique.

### En équipe nationale
- 1 sélection en équipe de France en 2010.